# Noto (Ishikawa)
Noto (Japans: 能登町; -cho) is een gemeente in het district Hosu, van de prefectuur Ishikawa, Japan. Noto ligt aan de noordoostelijke kustlijn van het schiereiland Noto, met uitzicht op de Japanse Zee in het oosten en zuiden.
Op 1 maart 2005 had de gemeente 21.665 inwoners. De bevolkingsdichtheid bedraagt 79,22 inw./km². De oppervlakte van de gemeente is 273,46 km².

## Fusies
De huidige gemeente Noto ontstond op 1 maart 2005 uit de fusie van het oude Noto (能都町; -machi) met de gemeente Yanagida (van het District Fugeshi) en de gemeente Uchiura (van het aangrenzende District Suzu). Op dezelfde dag smolten beide districten (Fugeshi en Suzu) samen tot het nieuwe District Hosu.